# Palmeira dos Índios
Palmeira dos Índios är en kommun i Brasilien.   Den ligger i delstaten Alagoas, i den östra delen av landet, 1 400 km nordost om huvudstaden Brasília. Antalet invånare är 70 434. Arean är 461 kvadratkilometer.
Terrängen i Palmeira dos Índios är varierad.
Omgivningarna runt Palmeira dos Índios är huvudsakligen savann. Runt Palmeira dos Índios är det ganska tätbefolkat, med 179 invånare per kvadratkilometer.